# Mycoreovirus
Mycoreovirus es un género de virus del orden Reovirales que infectan hongos. Las enfermedades asociadas con este género incluyen: hipovirulencia del huésped fúngico.

## Descripción
Los virus del género Mycoreovirus tienen cápsides con geometrías icosaédricas y sin envoltura vírica. La cápside externa tiene simetría T=13 y la cápside interna tiene simetría T=2. El diámetro es de alrededor de 80 nm. Los genomas son de ARN bicatenario, lineales y segmentados que tienen una longitud total de alrededor de 23 kpb. El genoma codifica para 12 proteínas.
La replicación viral se produce en el citoplasma. La entrada en la célula huésped se logra mediante la unión a los receptores del huésped, lo que media la endocitosis. La replicación sigue el modelo de replicación de virus de ARN de doble cadena. La transcripción de virus de ARN de doble cadena es el método de transcripción. El virus sale de la célula huésped por movimiento de célula a célula y movimiento viral monopartito no guiado por túbulos. Los hongos sirven como huésped natural.

## Taxonomía
Incluye tres especies este género:
- Mycoreovirus 1
- Mycoreovirus 2
- Mycoreovirus 3